# Ісидор Гансль
Ісидор Гансль (нім. Isidor Gansl / угор. Gansl Izidor; нар. 1896, Будапешт, Австро-Угорщина — пом. 1938, Відень, Австрія) — австрійський та румунський футболіст, нападник.

## Життєпис
Народився в Будапешті в родині етнічних євреїв. Один з п'яти братів, які грали за «Хакоах» (Відень). У 1910 році приєднався до молодіжної команди клубу, який заснований попереднього року, перш ніж разом зі своїм братом Максом заснувати спортивний клуб «Унітас». У червні 1914 року перебрався до «Вінер», де незабаром перейшов із резервної команди в першу. Після початку війни спочатку записався до німецької армії, за футбольну команду якої також грав, а потім через місце народження був змушений піти в угорську армію.
Після закінчення війни залишився в Будапешті, де приєднався до клубу «Ференцварош». У сезоні 1918/19 років грав в атаці з Александером Нойфельдом і Міхаєм Патакі, у складі якого посів друге місце після МТК Будапешт. Влітку 1919 року «Ференцварош» взяв участь у турнірі Prater у Відні, і декілька гравців скористалися цим, щоб отримати запрошення від віденських клубах. Зрештою повернувся до свого батьківського клубу, куди також переїхав його старший брат Єньо, а його колега по клубу Нойфельд також мав піти за ним.
У наступному сезоні Хакоах вперше боровся за вихід у вищий дивізіон, а їхнім найближчим конкурентом була «Германія» (Швехат). Безпосередні матчі з «Германією» були вирішальними, обидва завершилися перемогою з рахунком 2-1 і, таким чином, дозволили вийти до вищого дивізіону. У вище вказаному сезоні «Хакоах» відзначився 107-ма голами, 52 з яких — припало на Ісо, а ще 18 — на Єньо Гансля. У лютому 1920 року викликаний до нижньоавстрійської збірної і вийшов на поле у нічийному (1:1) поєдинку проти південної Німеччини. Однак цей матч став єдиним для Ісидора у футболці австрійської збірної.
«Хакоах» зміг відразу закріпитися у вищому дивізіоні, у дебютному сезоні посів четверте місце, а наступного року розпочалася боротьба за чемпіонство, яку в останньому турі клуб програв «Вінер Шпорт-Клубу». Ісидор став найкращим бомбардиром Хакоаха в обох вище вказаних сезонах. Серед його сильних сторін — сольний проходи до захисту команд-суперниць, ведення м’яча та удар головою.
У 1923 році він залишив «Хакоах» і переїхав до румунського «Маккабі» (Чернівці). Хоча команда в чемпіонаті Чернівців не змогла пробитися до фіналу чемпіонату Румунії, однак результативність призвели до виклику до національної збірної Румунії. Так сталося, що гравець, який не зіграв жодного матчу на міжнародному рівні ні за Угорщину, ні за Австрію, в жовтні 1923 року єдиний раз вийшов на поле у збірній Румунії. Гансль відзначився двома голами румунів у нічийному (2:2) поєдинку проти Туреччини.
Після завершення сезону повернувся до Австрії та приєднався до «Хакоаха» (Грац), де й завершив кар'єру гравця. У дебютному для Гансля сезоні клуб зайняв третє місце в регіональній лізі Штирії й досяг найкращого результату в історії. По завершенні американського турне в 1926 році віденський «Хакоах» втратив всю свою атакувальну ланку, точилися короткочасні розмови про можливе повернення Гансля до рідного клубу, але цьому завадила зламана нога нападника.
Після завершення кар'єри гравця працював тренером. З 1929 по 1934 роки очолював «УС Тунісьєн». Привів команду до перемоги в чемпіонаті 1930, 1931 та 1933 років. Під час перебування в Тунісі захворів на серйозну хворобу з симптомами паралічу, змушений був повернутмся до Австрії, але через декілька років помер від ускладнень від вище вказаної хвороби.

## Досягнення

### Як гравця
- Друга ліга Австрії
  -  Чемпіон (1): 1920

- Кубок Австрії
  - 1/2 фіналу (2): 1920, 1923

### Як тренера
- Чемпіонат Тунісу
  -  Чемпіон (3): 1930, 1931, 1933